# Hyperperméabilité intestinale
Ne doit pas être confondu avec Perméabilité intestinale.
 (juillet 2024).
L'hyperperméabilité intestinale, avec comme synonyme Syndrome de l'intestin qui fuit ou les termes anglais Leaky Gut Syndrom, ces derniers étant les plus souvent usités tant par les professionnels francophones que par le public. La perturbation du fonctionnement normal de la paroi intestinale peut intervenir dans la genèse de nombreuses maladies inflammatoires chroniques.
Elle provoquerait selon les tenants de cette théorie, une inflammation chronique, souvent de bas grade, dans tout le corps, qui le déclencheur de la majorité affections chroniques, dont de nombreuses pathologies auto-immunes, le diabètes de type 1, le diabète de type 2, la stéatose hépatique, le syndrome de fatigue chronique, la fibromyalgie, l'algodystrophie (ou syndrome douloureux régional complexe), la polyarthrite rhumatoïde, le lupus, les migraines, la sclérose en plaques et l'autisme.
Elle peut être en relation avec la colonisation bactérienne chronique de l'intestin grêle, SIBO en anglais, pour Small Intestinal Bacterial Overgrowth.

## Prévalence
La prévalence est inconnue.

## Physiopathologie
L'augmentation de la perméabilité intestinale joue un rôle important dans le déclenchement et l'entretien de nombreuses maladies chroniques, telles que les maladies inflammatoires chroniques de l'intestin (maladie de Crohn et rectocolite hémorragique), le syndrome du côlon irritable, la maladie cœliaque, le diabète de type 1 et le diabète de type 2, la polyarthrite rhumatoïde, les spondylarthrites, la schizophrénie, certains types de cancers, l'obésité, la stéatose hépatique, l'atopie et différentes maladies allergiques, pour n'en citer que quelques-unes. Cette perméabilité accrue se développe avant la maladie et ses fluctuations en déclenchent les poussées successives.

### La toxine Zonula occludens (Zot)
Zot (Zonula Occludens Toxin) est une entérotoxine localisée dans la membrane bactérienne externe de Vibrio cholerae et dont le clivage aboutit à la sécrétion d'un fragment carboxy-terminal dans le milieu intestinal de l'hôte. Ce dernier se lie à un récepteur membranaire des entérocytes qui va activer une signalisation intracellulaire menant au désassemblage des jonctions serrées intercellulaires. Cela augmente drastiquement la perméabilité intestinale en ouvrant la voie paracellulaire au passage massif de liquides extracellulaires responsable de la diarrhée aqueuse caractéristique du choléra. La comparaison des acides aminés du fragment carboxy-terminal de Zot a permis de découvrir l'analogie entre ce fragment actif de Zot et la zonuline.

### La zonuline
Une façon de moduler la perméabilité intestinale passe par les récepteurs CXCR3, situés dans les cellules de l'épithélium intestinal et qui répondent aux signaux envoyés par la zonuline.
La zonuline modifie les perméabilités de toutes les barrières épithéliales du corps, qu'elles soient intestinales, endothéliales, pulmonaires, génito-urinaires, cérébrales (barrière hémato-encéphalique), etc., y entraînant des symptômes et pathologies aussi diverses que variées. Notamment l'augmentation des taux sériques de zonuline et de la protéine de liaison aux acides gras-2 sont consécutives à la libération de lipopolysaccharide (LPS) lors d'une dysbiose du microbiote intestinal chez les patients souffrant d'anxiété ou de dépression. Une étude de 2023 tend vers une corrélation entre l'hyperperméabilité intestinale et les rhumatismes inflammatoires chroniques chez l'adulte.

## Facteurs de risque

### Le gluten
La gliadine (une glycoprotéine présente dans le blé) active la signalisation de la zonuline, dans les conditions normales et indépendamment de la présence de la maladie auto-immune qu'est la maladie cœliaque, ce qui entraîne une augmentation de la perméabilité intestinale aux macromolécules,.
La maladie cœliaque est un modèle bien étudié dans lequel l'augmentation de la perméabilité intestinale apparaît secondaire à la réaction immunitaire anormale induite par le gluten et permet aux fragments de la protéine gliadine de traverser l'épithélium intestinal, déclenchant une réponse immunitaire au niveau de la sous-muqueuse. Ce phénomène entraîne divers troubles gastro-intestinaux ainsi que des manifestations extra-intestinales,. L'élimination du gluten de l'alimentation conduit à une normalisation de la perméabilité intestinale, interrompant le processus auto-immunitaire.

### L'alcool
L'alcool, via son métabolite toxique, l'acétaldéhyde, accroît la sécrétion de zonuline. Or en présence d'une dysbiose intestinale telle que la colonisation bactérienne chronique de l'intestin grêle, une quantité accrue d'alcool est transformée en acétaldéhyde, directement par le microbiote intestinal au niveau de la lumière intestinale.

### L'obésité
Une publication de 2024 amène à conférer à la barrière intestinale et à son degré de perméabilité, un rôle dans le développement de l'inflammation systémique chez les personnes souffrant d'obésité.

### Les dysbioses et infections intestinales

#### Les bactéries, virus et parasites entéro-pathogènes
Outre le choléra et sa toxine Zot, d'autres agents pathogènes bactériens, certains virus entériques, ainsi que des parasites intestinaux modulent la structure et la fonction des jonctions serrées intestinales, y déclenchant des diarrhées.

#### Les dysbioses bactériennes coliques
Lors d'une dysbiose bactérienne intestinale on observe souvent une augmentation des bactéries gram négatif qui majorent l'expression de la zonuline. Celle-ci endommage les jonctions serrées non seulement de la barrière muqueuse intestinale, mais également de la barrière endothéliale intestinale, entraînant une augmentation des taux sériques de zonuline et de produits bactériens, qui vont notamment influencer les fonctions immunologiques des monocytes sanguins.

#### La colonisation bactérienne chronique de l'intestin grêle (ouSIBO)
Les infections perturbent la perméabilité intestinale. La colonisation bactérienne chronique de l'intestin grêle est une pathologie très fréquente, bien que peu diagnostiquée par les médecins, car encore beaucoup trop peu connue de la plupart d'entre eux.
Elle est favorisée par:  
- la prise répétée d’anti-acides et d’antibiotiques, une consommation excessive de sucres, le diabète, la maladie de Parkinson, l’infection à Helicobacter pylori, certaines parasitoses, la prise de prébiotiques, l’insuffisance pancréatique, la radiothérapie, la maladie de Crohn,
- le syndrome de l'anse borgne, une diverticulose du grêle
- une vitesse de transit ralentie par:  
  - une hypothyroïdie même fruste, une neuropathie diabétique, voire une sclérodermie
  - la maladie de Parkinson qui affecte les nerfs de tout le tractus gastro-intestinal et entraîne régulièrement un dysfonctionnement gastro-intestinal profond  comprenant gastroparésie, constipation et prolifération bactérienne de l'intestin grêle[12].
  - un obstacle, tel une sténose, une séquelle post-chirurgicale, une tumeur
  - une altération des complexes moteurs migrants (CMM)[13]: La phase III des CMM est caractérisée par des mouvements propulsifs du chyme vers les segments d'aval de l'intestin, et l'acheminent ainsi jusqu'à l'iléon terminal. Cette phase dure environ 10 minutes, et est appelée également le housekeeper de l'intestin, car ses contractions propulsives évacuent les débris cellulaires et les bactéries vers le gros intestin. C'est au cours de cette phase III que l'on peut entendre chez certains individus à jeun le borborygme (gargouillements).
  - une dysfonction du nerf vague gauche
- une mastication insuffisante, via une déstructuration insuffisante des aliments, ainsi qu'un déficit d'imprégnation de la salive et de ses enzymes.
- le stress, qui stimule le système nerveux ortho-sympathique au détriment du système para-sympathique

Elle entraîne la majorité des intolérances au lactose, au fructose et autres FODMAP, qui se traduisent notamment par des ballonnements et des diarrhées. Le syndrome du côlon irritable surtout s'il se déclare après une gastro-entérite infectieuse et l'intolérance non-cœliaque au gluten, peuvent également y être rattachés.

### Médicaments

#### Les anti-inflammatoires
Qu'ils soient non stéroïdiens, tel l'ibuprofen, ou stéroïdiens (dérivés de la cortisone).

#### Les anti-acides
Sont particulièrement  visés les IPP (Inhibiteurs de la Pompe à Protons) qui sont les médicaments les plus puissants utilisés pour supprimer les  sécrétions gastriques acides (HCl) et remonter ainsi le pH au sein de l'estomac et du duodénum. Ils sont encore malheureusement prescrits pour des durées indéfinies et souvent sans interruption pendant plusieurs dizaines d'années. Or une sécrétion suffisante d'acide gastrique est primordiale pour la santé. Cet acide permet de lancer la digestion d'une part en attaquant les aliments et en activant les enzymes digestives gastriques, pancréatiques, hépatiques ou intestinales.

#### Les antibiotiques
Les antibiotiques perturbent profondément et durablement le microbiote intestinal. Ils participent ainsi au développement de dysbioses coliques, avec appauvrissement de la diversité en espèces. On assiste, d'une part à une diminution ou à la disparition de certaines souches bénéfiques pour l'hôte, mais d'autre part à la prolifération de souches pathogènes, notamment des bactéries gram négatif. Ces dernières, en libérant des quantités importantes de LPS, augmentent les taux de zonuline.

### Les carences nutritionnelles
Parmi les facteurs contribuant à l'hyperperméabilité intestinale, les carences nutritionnelles occupent une place importante. En effet, un apport insuffisant en certains nutriments essentiels peut compromettre l'intégrité de la muqueuse intestinale et aggraver le problème.
La riboflavine, ou vitamine B2, est une vitamine reconnue pour contribuer au maintien de muqueuses normales. Elle participe à de nombreux processus biologiques, y compris la régénération des tissus muqueux endommagés.
De même, la niacine, ou vitamine B3, est également impliquée dans le maintien de muqueuses normales. Cette vitamine est nécessaire pour le bon fonctionnement du système digestif et contribue à la santé globale des muqueuses, y compris celles qui tapissent l’intestin.
Enfin, la vitamine A est bien connue pour sa contribution au maintien de muqueuses normales. Cette vitamine est essentielle pour la santé des tissus épithéliaux et joue un rôle clé dans la régénération des muqueuses intestinales.
Il est important de reconnaître le rôle clé des vitamines dans le maintien de la santé intestinale et de veiller à un apport adéquat de ces nutriments essentiels pour prévenir et prendre en charge l'hyperperméabilité intestinale. Une alimentation équilibrée et variée, riche en fruits, légumes, céréales complètes et sources de protéines de qualité, peut contribuer à fournir les nutriments nécessaires pour soutenir la santé de la muqueuse intestinale et prévenir les complications associées à l'hyperperméabilité.

### Le stress
Le stress perturbe la perméabilité intestinale en stimulant l'axe hypotalamo-hypophyso-surrénalien. Par réciprocité, la réduction du stress ressenti, par une thérapie cognitivo-comportementale, l'hypnothérapie et autres activités impliquées dans la gestion émotionnelle a réduit l'hyperperméabilité intestinale chez les rats. 

### Les FODMAP
Les FODMAP (Fermentable Oligosaccharides, Disaccharides, Monosaccharides And Polyols) sont des sucres alimentaires fermentescibles susceptibles d'exacerber les troubles gastro-intestinaux et de contribuer à l'irritation de la muqueuse intestinale chez les personnes sensibles.
Des études, comme celle menée par Halmos et al. (2013), ont démontré que les FODMAP pourraient augmenter la fermentation intestinale et entraîner une libération excessive de gaz, ce qui pourrait potentiellement compromettre la fonction de la barrière intestinale.

## Symptômes
En tant que telle, l'hyper-perméabilité intestinale ne se ressent pas. D'une part, on ressent les symptômes provenant de la pathologie initiale, tels que des ballonnements ou des diarrhées lors d'une prolifération bactérienne chronique de l'intestin grêle. D'autre part, les symptômes seront aussi ceux des diverses et multiples pathologies qui vont se développer au cours des années, si l'on ne traite pas la ou les causes initiales.
- Diarrhée chronique, constipation, gaz ou ballonnements
- Carences nutritionnelles
- Système immunitaire perturbé
- Maux de tête, brain fog, pertes de mémoire, troubles de la concentration
- Fatigue excessive
- Éruptions cutanées et problèmes tels que l'acné, l'eczéma ou la rosacée
- Envies de sucre et de glucides
- Arthralgies, fibromyalgie
- Dépression[5], anxiété[5], TDA/H
- Maladies auto-immunes telles que la polyarthrite rhumatoïde, le lupus, la maladie coeliaque ou la maladie de Crohn

## Comorbidités

### Altérations de la perméabilité de la Barrière Hémato-Encéphalique (BHE)

#### Maladies psychiatriques
Une BHE hyper-perméable est retrouvée dans toutes les maladies psychiatriques

#### Autisme et troubles du spectre de l'autisme (TSA)
Le passage de protéines à travers un intestin hyperperméable serait une des causes de l'autisme.
L'intestin hyper-perméable, par l'intermédiaire du système neuro-immunitaire, neuroendocrinien et autonome, affecte le fonctionnement du cerveau, contribuant potentiellement à la pathogenèse des troubles du spectre de l'autisme (TSA). Par conséquent, il va sans dire que les concentrations anormalement élevées de certains métabolites, que l'on peut détecter aisément dans l'urine ou le sang des patients présentant un TSA pourraient jouer un rôle sur le cerveau et développement.
Des niveaux sériques élevés de la zonuline traduisent une hyper-perméabilité intestinale chez les patients autistes

#### Sclérose en plaques (SEP)
Une barrière hémato-encéphalique (BHE) hyper-perméable est retrouvée en cas de SEP.

## Diagnostic

### Anamnèse
Recherche de symptômes digestifs: ballonnements, diarrhée, stéatorrhée, constipation, halitose
Recherche de la présence d'une maladie auto-immune

### Dosages sériques
Zonuline
LPS via sa protéine de liaison Lipopolysaccharid Binding Protein (LBP)
Panel de quelques IgG contre des allergènes alimentaires courants (gluten, lactalbumine, ovalbumine,...)
Vitamines liposolubles (A, D, E, K) et vitamines du groupe B (B9, B12 notamment)
Homocystéine (à la suite d'un déficit en B9 et/ou B12)
CRP et surtout dans sa version ultra-sensible (CRPus)

### Recherche d'une maladie cœliaque ou d'une intolérance non-cœliaque au gluten
Gastroscopie avec biopsies duodénales

### Tubage avec aspiration du liquide jéjunal
Il s'agit du gold standard qui permet de rechercher une colonisation bactérienne du grêle, mais il s'agit d'une technique peu utilisée car invasive et lourde. En outre, elle ne permet pas de détecter une prolifération de bactérie localisée au niveau iléal. L'implication de bactéries anaérobies n'est pas détectée car elles ne poussent pas en milieu de culture exposé à l'oxygène. Pour toutes ces raisons, on lui préfère la réalisation d'un test respiratoire.

### Dosages Urinaires
Métabolites organiques urinaires:
Test de perméabilité intestinale: avec 2 sucres non métabolisés 

### Tests respiratoires (Breath Tests)
Les tests respiratoires : par exemple le test respiratoire à l'hydrogène et/ou au méthane dans l'air expiré, après ingestion d'une dose de lactulose, lactose, glucose,... permettent de détecter une intolérance au glucide utilisé. Cette intolérance traduit un défaut d'absorption grêle et/ou une colonisation bactérienne du grêle. Les bactéries fermentent le sucre et produisent différents gaz, parfois en quantité impressionnante, surtout lorsqu'il s'agit d'hydrogène. Le méthane, quant à lui produit de plus faibles ballonnements et s'accompagne souvent de constipation et de stase gastro-duodénale, voire de reflux gastro-œsophagien. Ils sont^absorbés par la muqueuse intestinale, passent dans le sang et sont excrétés par les poumons. Ils peuvent donc être détectés dans l'air expiré, après ingestion du sucre exploré. On considère que toute augmentation d'hydrogène et/ou de méthane pendant les 90 minutes qui suivent l'ingestion correspond au transit grêle et traduit une colonisation grêle. Après 90 minutes, l'augmentation traduira en général une dysbiose du colon ascendant.

## Traitements
Tout d'abord il est primordial de rechercher la ou les causes de l'hyper-perméabilité, car celles-ci peuvent être multiples. Le traitement sera adapté en fonctions de celles-ci.

### Traiter la colonisation bactérienne chronique de l'intestin grêle.

#### Lutter contre la stase gastrique, duodénale et grêle
L'érythromycine à dose normale (500 mg aux repas) est utilisée en cas de sclérodermie, alors que des petites doses le sont dans des cas plus bénins.
Différents prokinétiques sont maintenant disponibles ou à l'étude, dont des agonistes de la motiline, des antagonistes des récepteurs de la dopamine, des agonistes de la ghréline, des agonistes muscariniques, des agonistes des récepteurs de la 5-HT4, des antibiotiques, des probiotiques et des formulations à base de plantes telles que l’ibérogast.

#### Antibiotiques
Rifaximine 

#### Traiter l'inconfort digestif
Un régime faible en FODMAP qui sont des glucides fermentescibles contenus en quantité importante dans certains aliments

#### Les prébiotiques
Il s'agit principalement des FODMAP, qui seront donc déconseillés en présence d'une colonisation de l'intestin grêle.

#### Les polyphénols
Par contre les polyphénols sont utiles pour lutter contre les dysbioses et réduire les phénomènes inflammatoires. On les trouve dans les fruits et légumes. On privilégiera les fruits et légumes pauvres en FODMAP. À défaut on blanchira les légumes pendant 3 minutes, afin d'en éliminer l'excès de FODMAP ou on les choisira surgelés, car déjà blanchis.
Une source importante de polyphénols est représentée par toutes les épices, aromates et herbes aromatiques. il faudra donc les consommer sans compter.

#### Les probiotiques
Certains probiotiques tels que "Escherichia coli Nissle 1917" se sont également révélés capables de réduire l’augmentation de la perméabilité intestinale. Par contre, leur usage est dorénavant déconseillé par certains scientifiques lors de la présence d'une colonisation bactérienne du grêle.

#### La phytothérapie
La berbérine est particulièrement intéressante en cas de colonisation bactérienne du grêle. La posologie sera de 500 mg, 2 à 3 fois par jour.

### Régime sans gluten
Il sera strict et à vie en cas de maladie cœliaque prouvée. Par contre, une réduction des aliments riches en gluten sera suffisante en cas de sensibilité non-cœliaque au gluten modérée.

### Traiter les carences nutritionnelles
Vitamines liposolubles (A, D, E, K2) et vitamines B9 et/ou B12 (éventuellement par voie intra-musculaire). Un taux faible de vitamine D3, à la suite de la diminution de son absorption intestinale ou par défaut de son activation hépatique, traduit une inflammation digestive chronique et est un facteur de risque de développer une maladie auto-immune par perturbation du système immunitaire.

### La glutamine
La glutamine joue un rôle clé dans la signalisation des entérocytes faisant partie de la barrière intestinale, elle constitue leur carburant principal. Un supplément de 1 gr de glutamine est utile dans les cas où la perméabilité intestinale est accrue.

### L'acétate de larazotide
Anciennement connu sous le nom d'AT-1001, c'est un antagoniste des récepteurs de la zonuline. Ce médicament , qui fait encore l'objet de plusieurs études, semble être un excellent candidat à utiliser conjointement avec un régime sans gluten chez les personnes atteintes de maladie cœliaque, dans le but de réduire la perméabilité intestinale causée par le gluten et son passage dans l'épithélium, et donc d'atténuer la cascade de réactions immunitaires qui en résulte,.